# Eleocharis canindeyuensis
Eleocharis canindeyuensis är en halvgräsart som beskrevs av Mereles och Maria del Socorro González Elizondo. Eleocharis canindeyuensis ingår i släktet småsäv, och familjen halvgräs. Inga underarter finns listade i Catalogue of Life.